# Stictonectes epipleuricus
Stictonectes epipleuricus är en skalbaggsart som först beskrevs av Georg Karl Maria Seidlitz 1887.  Stictonectes epipleuricus ingår i släktet Stictonectes och familjen dykare. Inga underarter finns listade i Catalogue of Life.